# Характеристичний клас
Характеристичний клас — когомологічний клас, що співставляється головному розшаруванню на топологічному просторі. Поняття характеристичного класу з'являється в 1935 в работах Штіфеля і Вітні про векторні поля на многовидах.

## Означення
Характеристичний клас співставляє головному {\displaystyle G}-розшаруванню {\displaystyle p:P\to X} елемент {\displaystyle c_{p}\in H^{*}(X)} в когомологіях такий, що, якщо {\displaystyle f:Y\to X} непреривне відображення, і {\displaystyle q:Q\to Y} індуковане розшарування, то
{\displaystyle c_{q}=f^{*}(c_{p})}
де {\displaystyle f^{*}:H^{*}(X)\to H^{*}(X)} індукований гомоморфізм на когомологіях.

### Пов'язані означення
Взявши ∪-добуток декількох характеристичних класів і підставивши в нього фундаментальний клас многовиду, можна отримати інваріант головного розшарування, що називають  характеристичним числом.